# Scituloglaucytes vittifera
Scituloglaucytes vittifera är en skalbaggsart som först beskrevs av Jean Baptiste Lucien Buquet 1844.  Scituloglaucytes vittifera ingår i släktet Scituloglaucytes och familjen långhorningar. Inga underarter finns listade i Catalogue of Life.